# Pachyurus stewarti
Pachyurus stewarti är en fiskart som beskrevs av Lilian Casatti och Chao 2002. Pachyurus stewarti ingår i släktet Pachyurus och familjen havsgösfiskar. Inga underarter finns listade i Catalogue of Life.